# Tachicardia sinusale
La tachicardia sinusale corrisponde all'innalzamento della frequenza cardiaca al di sopra di 100 battiti al minuto.
Può essere
- fisiologica: nei neonati, nei bambini, in caso di sforzi fisico e psichico, in caso di reazioni emotive, nelle situazioni di ipertono simpatico.
- patologica: febbre, ipertiroidismo, anemia, ipossiemia, ipotensione, emorragie, shock, insufficienza cardiaca.
- farmacologica: eccesso dietetico (alcol, tabacco, caffè), derivati adrenergici eccetera.

La diastole, l'unico momento in cui il cuore può essere perfuso e quindi ossigenato, durante la tachicardia si accorcia, diminuendo così l'apporto di ossigeno al tessuto contrattile del cuore. Esiste una frequenza critica, quindi, che si calcola come 220 meno l'età.